# Os Nibelungos - A Morte de Siegfried
Os Nibelungos - A Morte de Siegfried (Die Nibelungen) é um filme mudo alemão de fantasia, dividido em duas partes, dirigido por Fritz Lang e lançado em 1924. A primeira parte, intitulada A morte de Siegfried, foi lançada em 14 de fevereiro. A segunda parte se chama A vingança de Kriemhild e foi lançada em 26 de abril. Ambas foram escritas por Lang e sua então mulher, Thea von Harbou. Os filmes são inspirados no poema do século XII Canção dos Nibelungos.

## Sinopse
O filme é uma adaptação expressionista de uma série de lendas alemãs sobre criaturas que habitam o nevoeiro, chamadas de Nibelungos. Conta a história de Siegfried, filho de um rei, que após ter se convertido num guerreiro excelente deve voltar ao castelo de seu pai. Logo fica sabendo da história da charmosa princesa Kriemhild e decide abandonar de novo o castelo de seu pai para salvá-la.

## Elenco
| Ator                    | Papel                                                               |
| ----------------------- | ------------------------------------------------------------------- |
| Paul Richter            | Rei Sigurdo de Xanten                                               |
| Margarete Schön         | Crimilda de Borgonha                                                |
| Hanna Ralph             | Rainha Brunilda de Isenland                                         |
| Hans Adalbert Schlettow | Hagen de Tronje                                                     |
| Bernhard Goetzke        | Volker de Alzey                                                     |
| Theodor Loos            | Rei Guntário de Borgonha                                            |
| Rudolf Klein-Rogge      | Rei Etzel                                                           |
| Rudolf Rittner          | Marquês Rüdiger de Bechlarn                                         |
| Georg August Koch       | Hildebrandt                                                         |
| Georg John              | Alberich, o Nibelungo / Mime, o ferreiro / Blaodel (irmão de Etzel) |
| Gertrud Arnold          | Rainha Ute de Borgonha                                              |
| Hans Carl Müller        | Gerenot de Borgonha                                                 |
| Erwin Biswanger         | Giselher de Borgonha                                                |
| Fritz Alberti           | Teodorico de Berna                                                  |
| Annie Röttgen           | Dietlind de Bechlarn                                                |